# 楽輓
楽輓（がく ばん）は、紀元前6世紀、中国の春秋時代の宋の貴族である。元公に仕えて大司寇となった。
宋の楽氏は戴公の子、武公の弟から分かれた一族で、楽喜（子罕）を輩出したが、華氏、向氏と比べて有力な存在ではなかった。ところが、魯の昭公22年（紀元前520年）の内乱と周辺諸国の介入の結果、華・向は没落した。元公のもとで宋の人事は一新され、楽祁が司城、楽大心が右師、そして楽輓が大司寇に任命された。楽祁と楽大心は魯の定公6年（紀元前504年）、9年（紀元前501年）に相次いで失職したが、楽輓については知られることがない。